# Ploské (okres Košice-okolí)
Ploské, v 19. století též Kamenný Potok nebo Plocké (maďarsky Lapispatak), je obec v okrese Košice-okolí na Slovensku. Leží v centrální části Košické kotliny na řece Torysa.

## Místní část
Místní částí obce je osada Ortáše.

## Historie
Ploské bylo poprvé zmíněno před rokem 1299 v nedatované listině Ondřeje III., a to jako Lapuspatak. Při dělení nedalekého Drienova v roce 1304 byla výslovně zmíněna silnice směrem na Lapuspotok. Místní kostel byl poprvé zmíněn v roce 1309. V letech 1332 až 1335, kdy se vybíraly církevní desátky, zde působil farář Mikuláš.
Podle berního rejstříku zde bylo v roce 1427 celkem 30 port. V 16. století došlo k úpadku, takže v roce 1564 zbyly jen čtyři porty. V roce 1598 bylo v obci 25 domů. Ploské bylo od 17. století převážně slovensky mluvící obcí. V roce 1828 zde bylo 96 domů a 733 obyvatel, jejichž hlavními zdroji příjmů bylo zemědělství, chov zvířat a zahradnictví. Ve 20. století byl v provozu lom. Po roce 1907 byla (na východ od Ploského) postavena nová osada Ortáše.
V roce 1954 byla z obce vyčleněna Nová Polhora.

## Pamětihodnosti
- Římskokatolický kostel sv.Michala archanděla, postavený koncem 15. století v pozdně gotickém stylu; presbytář je zaklenut pozdněgotickou hvězdicovou síťovou klenbou.[3]
- Barokní kaštel, dvoupodlažní bloková dvoutraktová stavba z roku 1627, s valbovou střechou. Byl upravován v roce 1730. Interiér byl po roce 1945 adaptován na byty.[4]
- Kaštel z roku 1778, postavený ve smíšeném rokokově-klasicistním stylu.[5]